# Charlotte Froese Fischer
Charlotte Froese Fischer (21 de setembre de 1929) és una matemàtica aplicada i informàtica canadenco-estatunidenca que va obtenir reconeixement mundial pel desenvolupament i implementació del mètode Multi-Configurational Hartree–Fock (MCHF) per càlculs de l'estructura atòmica i per la seva predicció teòrica respecte de l'existència de l'ió de calci negatiu. Per la qual cosa va ser elegida com a Fellow de la American Physical Society.

## Vida primerenca
Charlotte Froese va néixer el 21 de setembre de 1929, al poble de Pravdivka (anteriorment Nikolayevka), a la regió de Donetsk, actualment dins Ucraïna, de pares de descendència menonita. Els seus pares van immigrar a Alemanya el 1929 en l'últim tren permès per travessar la frontera abans de la seva clausura per autoritats soviètiques. Després de passar uns quants mesos en un camp de refugiats, la seva família va ser autoritzada per immigrar a Canadà, on finalment es van establir a Chilliwack, Colúmbia Britànica.

## Educació i recerca
Va obtenir un Grau, amb honors, en Matemàtiques i Química i un Grau de Màster en Matemàtiques Aplicades per la Universitat de Colúmbia britànica el 1952 i el 1954, respectivament. El 1957 es va doctorar en Matemàtiques Aplicades i Computació a Universitat de Cambridge, seguint un curs de teoria quàntica amb Paul Dirac. Va treballar sota la supervisió de Douglas Hartree, amb qui va programar l'Electronic Delay Storage Automatic Calculator (EDSAC) per càlculs d'estructura atòmica .
Va treballar a la facultat de matemàtiques de la Universitat de Colúmbia britànica de 1957 fins 1968, on va introduir l'ordinador i l'anàlisi numèrica en el currículum i va ser fonamental en la formació del Departament d'Informàtica.
Froese Fischer va passar el curs 1963-64 a l'Harvard College Observatory, on va estendre la seva recerca en càlculs de l'estructura atòmica. Mentre a Harvard, va ser la primera dona-científica a la que se li va atorgar una beca Alfred P. Sloan. El 1991 va esdevenir Fellow de l'American Physical Society, en part per la seva contribució a la descoberta de calci negatiu. El 1995 va ser elegida una membre del Reial Physiographic Societat a Lund, el 2004 com a membre estrangera de l'Acadèmia lituana de Ciències, i el 2015 va ser premiada amb un Doctorat Honorari en Tecnologia per la Universitat de Malmö, Suècia.

## Contribucions
És l'autora de més de 300 articles de recerca en teoria atòmica computacional, molts dels quals han tingut un gran impacte en l'àrea dels càlculs de l'estructura atòmica. La versió primerenca del programa de MCHF que va publicar en el primer volum de Computer Physics Communications el 1987 va rebre dos Citation Classics Awards. Un dels seus esforços més importants en el camp és el recent càlcul dels espectres inferiors complets de les seqüències isoelèctriques similars a l'argó i beril·li, que representen la publicació de dades que abasten 400 pàgines de revistes i un total de més de 150 ions.
És actualment professora de recerca d'informàtica emèrita a la Universitat Vanderbilt i científica convidada del Laboratori d'Espectroscòpia Atòmic a NIST.